# 雅普希
雅普希（Yapsi）是印度尼西亚巴布亚省查亚普拉县的一个城镇，也是查亚普拉县下属的雅普希区（Kecamatan Yapsi）行政中心。尚在策划中的格里米纳瓦县（Kabupaten Grime Nawa）定雅普希为首府。